# Lino de Clemente
Lino Antonio Ramón de Jesús de Clemente y Palacios (Caracas, Provincia de Venezuela, 23 de septiembre de 1767-Ibidem, Venezuela, 17 de junio de 1834) fue un militar venezolano.

## Biografía

### Infancia y adolescencia
Hijo del Coronel Manuel Felipe de Clemente y Francia, caballero de la Orden de Santiago y María Petronila de Las Mercedes Palacios y Xerez de Aristeguieta.
Se educó en España, obtuvo el título de alférez en estudios de navío. Sirvió largo tiempo en la Armada española entre 1786 y 1798, desempeñando los cargos de: ayudante del comandante general de los batallones de Marina y a bordo de los buques (fragatas Mercedes, Palas y Santa Rosa; los navíos Conde de Regla, Asia y San Gabriel; y en los bergantines: Descubridor, Vigilante y Vivo). Cumplió comisión para revistar y evaluar las escuelas náuticas del reino entre 1791 y 1793. Participó en el bloqueo del avance de los ingleses entre Puercas y Diamante, alcanzando el grado de teniente de fragata con el cual se retiró el 29 de mayo de 1800. 

### Regreso a Venezuela
Al producirse el estallido emancipador en Caracas Lino de Clemente se incorpora de inmediato e inicia su labor de estructuración y consolidación de la nueva República. Elegido como representante de la provincia de Caracas para el Congreso que se instaló en 1811, tuvo la gloria de firmar el Acta de la Independencia y la primera Constitución de la República.

### Carrera militar en América
Ascendido a capitán de navío, Francisco de Miranda le nombró comandante general de los cuerpos de artillería y marina, el 4 de mayo de 1810 la Junta Suprema de Caracas lo designa secretario de Guerra y Marina, cargo que en la actualidad corresponde al de ministro de la Defensa, y en 1813 Simón Bolívar le distinguió con el mismo nombramiento, y pasó al ejército libertador en 1814. El mismo año fue nombrado inspector general del cuerpo de artillería y marina así como agente extraordinario ante el gobierno británico junto al coronel Juan Robertson. El 6 de mayo de 1814 fue ascendido a general de brigada (equivalente a contraalmirante).
En 1817, junto al general Gregor MacGregor, expulsa a los españoles del fuerte San Carlos en la isla de Amelia (hoy estado de Florida, EE. UU.). Luego El Libertador lo nombra enviado extraordinario y ministro plenipotenciario de República de Venezuela ante del Gobierno de los Estados Unidos de América (1818).
En 1819, fue nombrado mayor general de la Marina nacional, y con tal carácter actuó en las provincias de Santa Marta y Cartagena en abril de 1821. Desde Santa Marta organizó los buques que habían de sitiar a Cartagena de Indias. En 1821, era comandante en jefe del departamento del Zulia. Durante cinco meses combatió a las tropas realistas del teniente general Pablo Morillo, ubicadas en los Puertos de Altagracia y Misoa. En Carache destrozó a los brigadieres Francisco Tomás Morales y Sebastián de la Calzada. En 1825, fue comandante militar de la provincia de Caracas, y en abril del mismo año, ministro de la Corte Marcial de la República.
El 11 de agosto de 1825, fue nombrado comandante general de la escuadra de operaciones que debía formarse en el tercer departamento de marina. En marzo de 1826, se le designó secretario de Estado en el Despacho de Guerra y Marina en el gobierno de la Gran Colombia con sede en Bogotá. El 24 de noviembre de ese mismo año fue ascendido a general de división (equivalente a vicealmirante). Nuevamente es designado Agente Extraordinario ante el gobierno británico. 
El 21 de junio de 1827 asumió la comandancia de armas de la provincia de Caracas, y el 1 de julio fue designado presidente de la Comisión de Repartimiento de Bienes Nacionales. En agosto de 1829, ocupó simultáneamente los cargos de prefecto de Caracas y director general de rentas del departamento de Venezuela.

### Fallecimiento
Aquejado por una enfermedad, se retiró del servicio público en 1830. Por los méritos obtenidos en campaña y en el ejercicio de los múltiples cargos que le tocó desempeñar, fue merecedor reconocimientos tales como: la Estrella de los Libertadores de Venezuela, el Escudo de Cundinamarca y el Busto del Libertador conferido por el Gobierno del Perú. Falleció el 17 de junio de 1834 y sus restos reposan en el Panteón Nacional de Venezuela desde el 21 de julio de 1961.